# Busta Gallorum-i csata
A Busta Gallorum-i csata (más néven taginai vagy taginaei csata) 552. július 1-jén zajlott le Tagina mellett, Gubbio közelében. Itt ütközött meg a keletrómai sereg Narses vezetésével és a Totila vezette osztrogót sereg. A csatában Narses diadalmaskodott, véget vetve ezzel az osztrogót királyságnak.

## Előzmények
533-ban, a tricameroni csata után megszűnt a vandál királyság, melynek észak-afrikai területeit Bizánc elfoglalta. Az Itáliához közel fekvő terület meghódítása, remek támaszpontot jelentett I. Justinianus számára az osztrogót királyság elleni hadműveletekhez.
535-ben Theodahad keleti gót király megölette Amalasuinthát, Nagy Teodorik lányát, s ez kiváló ürügy volt I. Justinianus számára, hogy megtámadja az osztrogót királyságot. Flavius Belisarius, a vandálok ellen győztes hadvezér, 535 végén megkezdte Szicília elfoglalását. 536-ban már Nápolyt is bevette. Ekkor az osztrogótok megölték gyámoltalan királyukat Theodahadot, s helyére Vitigist emelték, aki trónja legitimálása érdekében nőül vette Nagy Theodorik unokáját. Vitigis galliai területek, köztük Provence, átadásával elnyerte a frankok semlegésségét. Elkövetett azonban egy óriási hibát, nevezetesen azt, hogy seregével kivonult Rómából, annak védelmét Silverius pápára bízva. 536 december 10-én Silverius pápa megnyitotta Róma kapuit Belisarius seregei előtt, önként átadva ezzel Bizáncnak a várost, megszegve ezzel Vitigisnek tett azon ígéretét, hogy megvédi Rómát.
537 márciusában Vitigis ostrom alá vette Rómát. Első intézkedéseként elvágta a városba vezető vízvezetékeket, víz nélkül hagyva így a több, mint egymillió római lakost. Bár később helyreállították ezeket a vízvezetékeket, többé már soha nem működtek a korábbi színvonalon.
Belisarius komoly erősítést kapott „Vérengző” Jánostól. Ezek a seregek az osztrogót fővárostól, Ravennától, 47 km-re fekvő Riminit támadták, ezzel elérve azt, hogy Vitigis félbehagyván Róma ostromát Ravenna védelmére keljen.
A Belisarius növekvő presztízse miatt féltékennyé vált I. Justinianus, Narsest is Itáliába küldte. Egyrészt az osztrogótok elleni segítségül, másrészt viszont azzal a hátsó szándékkal, hogy féken tartsa Belisariust. A három bizánci hadvezér egyidejű jelenléte Itáliában kisebb torzsalkodásokhoz vezetett. Ezt Vitigis ügyesen kihasználta. 539 elején sógora Uraes vezetésével az osztrogótok elfoglalták Milánót. A város bevétele után véres öldöklésbe kezdtek, az áldozatok számát Procopius (Belisarius titkára) 300 ezerre becsülte. Ezután Belisarius kérésére I. Justinianus visszahívta Narsest Itáliából. Majd Belisarius ostrom alá vette Fiesorét és Osimót, az osztrogót ellenállás két utolsó bástyáját Ravennától délre. 540-ben Belisarius elfoglalta Ravennát és megszerezte az osztrogót kincstárat, amit Konstantinápolyba küldött. Foglyul ejtette Vitigist is, majd a császár hívására visszatért Bizáncba.
Osztrogót kézben eztán már csak két város, Verona és Pavia maradt. Az elhurcolt Vitigis helyére Hildibádot emelték trónra, aki 541-ben legyőzte a bizánci seregeket, és ezzel visszaszerezte csaknem egész Itáliát. Azonban még ebben az évben gyilkosság áldozata lett, a helyére került Erarichot pár hónap múlva szintén megölték, s így Totila került a trónra.
Totila, királlyá választása után, legyőzte a bizánci seregeket, átkelt az Appennineken, elfoglalta Itália középső részét, majd bevette Nápolyt és 543 májusában körbe zárta Rómát. Ekkor I. Justinianus visszaküldte Belisariust Itáliába. 546 december 17-én Totila bevette Rómát, majd seregeivel elhagyta a várost, hogy megütközzön a Lucaniát pusztító Vérengző Jánossal. Ezután visszatért Tivoliba. Ezek után még több, kisebb jelentőségű csata zajlott le bizánci seregek és az osztrogótok között. 549-ben Belisarius ismét visszatért Bizáncba, majd Totila megkezdte Róma harmadik ostromát, és újból bevette a várost.
I. Justinianus ismét Itáliába küldte nagy hadvezérét, Narsest. Közben Totila kifosztja Korfut és 300 hajójával végighajózott Epirusz és Dalmácia partjai mentén, elpusztítva a Narsesre várakozó bizánci hajókat. Ezen kívül Totila bekerítette Anconát, s emiatt Valerianus Szanginárius János segítségét kérte, aki Salonában tartózkodott seregével azzal a paranccsal, hogy ne mozduljon onnan, amíg Narses meg nem érkezik. „Vérengző” János ekkor 38 hajójával csatlakozott Valerianus 12 hajójához és tengeri csatában legyőzte Totilát.
Ez a vereség súlyosan érintette az osztrogót királyt, aki ekkor újból békét kért Justinianustól, aki viszont visszautasította azt. Totila ekkor szövetségre lépett Theudebalddal, a frankok királyával.

## Megelőző hadműveletek
552 tavaszán Narses megindult 20 ezer fős seregével, köztük hunokkal, longobárdokkal, herulokkal és perzsákkal szárazföldi úton Itália felé, mivel nem rendelkezett elegendő hajóval. Az Adriai-tenger északi csücskéhez érve megütközött az útját álló frankokkal, s ezután továbbhaladt a tengerparton Ravenna felé. Ravennában csatlakozik hozzá az Itáliában maradt bizánci sereg. Kilenc nap pihenés után Rimini irányába megy tovább, majd értesülvén róla, hogy Totila megindult felé, az Appennineken átvezető hágó legmagasabb pontjánál letáborozott (Ad Ensem, a mai Scheggia). Totila Rómában tartózkodott, mikor megtudta, hogy Narses Ravennába érkezett. Azonnal átkelt Toszkánán és Taginában (Busta Gallorum) táborozott le seregével, mintegy 20 km-re Narses seregétől.

## A csata
Elfoglalva helyzetét, Narses követséget küldött Totilához azzal a kéréssel, hogy Totila adja meg magát. Totila válasza az volt, hogy 8 napon belül meg fog Narsessel ütközni. Narses sejtette, hogy ez cselt jelent Totila részéről, ezért elhatározta, hogy már a következő napon csatába száll ellene. Sejtése beigazolódott, mivel Totila másnap reggel megindult ellene. Azonban még nem támadta meg Narsest, mivel várt egy 2000 fős lovascsapatot. Narses serege íj formájában szétnyílt, középen a gyalogsággal. A lombard és herul lovasság az íjászok mögött helyezkedett el. Totila a lovasságot küldte előre, mögöttük a gyalogság állt. Narses átengedte a kezdeményezést Totilának, azonban az összeütközés még délig váratott magára, mert az osztrogót erősítés csak ekkor érkezett meg. Hogy húzza az időt, Totila felvonultatta lovasságának legjavát a két sereg közé, egy kis rögtönzött bemutatót tartva.
Mikor megérkezett az osztrogót erősítés, a bizánciak éppen tízóraiztak. Totila Narses seregének közepe ellen vezényelte seregét, azzal a szándékkal, hogy nagyerejű támadással kettétörje Narses seregét. Narses azonban ügyes vezérnek bizonyult. Előre küldte íjászait, s nyílzáporral fogadta a támadó osztrogót lovasságot. Totila serege hatalmas veszteséget szenvedett. Ezután Narses a lovasságát küldte csatába Totila oldalszárnyai ellen.
Délután egyre az osztrogót sereg teljesen szétesett, s ekkor Narses általános támadást indított. Az osztrogótok sorai felbomlottak és Totila serege szétszéledt. Az osztogótok vesztesége 6 ezer fő volt, s elesett Totila is.

## Következmények
A túlélő osztrogótok Teiát választották királlyá. Narses elfoglalta Rómát, Teiát Sarnóig, a Vezúvhoz közeli városig futamította. Két hónap múlva Teia a Monte Letteréhez vonult vissza, ahol megütközött Narsessel. A csatában Teia elesett. Végül az osztrogótok megadták magukat, összegyűjtötték minden pénzüket és szabadon elvonultak Itáliából.
Bizánc exarchátus formájában annektálta Itáliát, az exarcha Narses lett. Az osztrogótok eltűntek.